# Federico Gianassi
Federico Gianassi (Firenze, 21 maggio 1980) è un politico italiano, dal 13 ottobre 2022 deputato alla Camera per il Partito Democratico.

## Biografia
Nato a Firenze, dove svolge la professione di avvocato, dal 2009 al 2014 è stato presidente del Quartiere 5 di Firenze (Rifredi) per il Partito Democratico (PD).
Nel 2014 viene nominato assessore esterno alla sicurezza e al lavoro nella giunta comunale di Firenze guidata da Dario Nardella.
Alle elezioni amministrative del 2019 si candida al consiglio comunale di Firenze, nelle liste del PD a sostegno del sindaco uscente di centro-sinistra Nardella, risultando eletto consigliere comunale con 1.615 preferenze e viene confermato assessore nella giunta Nardella, con deleghe a bilancio, partecipate, commercio, attività produttive, fiere e congressi, rapporti col consiglio comunale e la Regione Toscana.
Alle elezioni politiche anticipate del 2022 viene candidato alla Camera dei deputati nel collegio uninominale Toscana - 07 (Firenze), sostenuto dalla coalizione di centro-sinistra in quota PD, superando con il 42,60% Angela Sirello del centro-destra (26,88%), risultando eletto.